# Dā də bātorāno kor
Dā də bātorāno kor (Pasjtoe: دا د باتورانو کور) is een nasheed, een islamitisch lied. Er worden bij de uitvoering geen instrumenten gebruikt omdat dit volgens vele islamitische geleerden haram is; het is dus een a capella lied.
Het Islamitisch Emiraat Afghanistan (Afghanistan onder het bewind van de Taliban) had formele wetten waarin een vlag en embleem werden omschreven, maar geen volkslied. Deze nasheed werd vaak gebruikt bij het begin van de uitzendingen van Da Shariat Zhagh ("Stem van de Sharia"), het officiële radiostation van de Taliban, aan het einde van de jaren negentig, toen de groep het grootste deel van het Afghaanse grondgebied controleerde. Ook op andere momenten was het te horen, bijvoorbeeld in de video's van de Commissie voor Culturele Zaken van de Taliban, en bij officiële ceremonies zoals in 2013, toen het Islamitisch Emiraat zijn politieke kantoor opende in Doha (Qatar). Door dit alles wordt het wel beschouwd als het feitelijk volkslied van het Islamitisch Emiraat van Afghanistan en de Taliban.
De meest gebruikte opname voor dit lied bevat de stem van Mullah Faqir Muhammad Darwesh, een populaire Taliban munshid (nasheed-zanger).

## Tekst
| Pasjtoe | Transcriptie | Nederlandse vertaling |
| --- | --- | --- |
| (کورس:) ساتو يې پۀ سرو وينو، دا د شهيدانو کور دا د باتورانو کور، دا د باتورانو کور ستا کاڼي او بوټي ټول، مونږه ته لعلونه دي وينه پرې توی شوې ده، سرۀ لکه گلونه دي کله يې څوک نيولای شي؟ دا دی د زمريانو کور دا د باتورانو کور، دا د باتورانو کور (کورس) تا به تل آزاد ساتو، څوچې وي ژوندون زمونږ ستا تاريخ به ياد ساتو، څوچې وي ژوندون زمونږ دې کښې به بازان اوسي، دا دی د بازانو کور دا د باتورانو کور، دا د باتورانو کور (کورس) ای گرانه وطن زما، ځار شمه لۀ تا نه زۀ ای ښايسته چمن زما، ځار شمه لۀ تا نه زۀ خلاص که لۀ انگرېز نه وو، شو د اورسانو گور دا د باتورانو کور، دا د باتورانو کور (کورس) ډېرۍ ککرۍ گوره، پاتي د روسانو شوې شنډېدۀ هر يو دښمن، واړۀ ارزوگانې شوې هرچا ته معلوم شولو، دا د افغانانو کور دا د باتورانو کور، دا د باتورانو کور (کورس) | (Refrein:) Seotuye poesro wino, deo doe ŝahideono kor Deo doe beotoreono kor, deo doe beotoreono kor Steo keonhi aw bothi thol, mungata laghluna di Wina pre toy-ŝoewe da, sroe loeka guluna di Koela-ye cok niwoelay ŝi? Deo day doe zmaryeono kor Deo doe beotoreono kor, deo doe beotoreono kor (Refrein) Teo-ba toel eozeod seotu, coĉe wi ĵwandun zamung Steo tārić ba yeod seotu, coĉe wi ĵwandun zamung Deke ba beozeon osi, deo day doe beozeono kor Deo doe beotoreono kor, deo doe beotoreono kor (Refrein) Ay greona watan zama, dzar ŝoema loe teona zoe Ay ćaysta ĉaman zama, dzar ŝoema loe teona zoe Ćleos ka loe Angrezna wu, ŝu doe Uruseono goe Deo doe beotoreono kor, deo doe beotoreono kor (Refrein) Dheroey kakaroey gora, peoti doe Ruseono ŝwe Ŝandhedə haryoew dućman, weorhoe arzogeone ŝwe Harĉeo-ta maghlum ŝwoelo, deo deo Afgheoneono koer Deo doe beotoreono kor, deo doe beotoreono kor (Refrein) | (Refrein:) Wij verdedigen het met ons bloed, dit is het huis van de Shahid (martelaren)! Dit is het huis van de dapperen, dit is het huis van de dapperen! Al jullie stenen en struiken zien er voor ons uit als robijnen! Bloed is op hen gemorst, ze zijn allemaal rood als rozen. Denk je dat het veroverd kan worden? Dit is het huis van de leeuwen. Dit is het huis van de dapperen, dit is het huis van de dapperen! (Refrein) We zullen jullie vrijheid beschermen, zo lang als ons leven duurt. We zullen jullie geschiedenis herinneren, zo lang als ons leven duurt. Adelaars zullen jullie bewonen, dit is het huis van de adelaars. Dit is het huis van de dapperen, dit is het huis van de dapperen! (Refrein) Oh, mijn lieve land, ik heb mijn leven geofferd voor uw bestwil! Oh, mijn mooie weiden, ik heb mijn leven geofferd omwille van jullie! Eens waren we bevrijd van de Engelsen, we werden een graf voor de Russen! Dit is het huis van de dapperen, dit is het huis van de dapperen! (Refrein) Kijk naar deze vele schedels, dat is wat de Russen hebben achtergelaten! Vernietigd - elke vijand, enghartige verlangens! Nu is het duidelijk voor iedereen, dit is het huis van de Afghanen! Dit is het huis van de dapperen, dit is het huis van de dapperen! (Refrein) |

Onafhankelijke staten: Afghanistan · Armenië · Azerbeidzjan · Bahrein · Bangladesh · Bhutan · Brunei · Cambodja · China · Cyprus · Filipijnen · Georgië · India · Indonesië · Irak · Iran · Israël · Japan · Jemen · Jordanië · Kazachstan · Kirgizië · Koeweit · Laos · Libanon · Maldiven · Maleisië · Mongolië · Myanmar · Nepal · Noord-Korea · Oezbekistan · Oman · Oost-Timor · Pakistan · Qatar · Rusland · Saoedi-Arabië · Singapore · Sri Lanka · Syrië · Tadzjikistan · Thailand · Turkije · Turkmenistan · Verenigde Arabische Emiraten · Vietnam · Zuid-Korea
Niet algemeen erkende landen: Abchazië · Nagorno-Karabach · Palestina · Taiwan · Turkse Republiek Noord-Cyprus · Zuid-Ossetië